# 羅拔·席勒
羅拔·詹姆士·席勒（英語：Robert James Shiller，1946年3月29日—），暱稱鲍勃·席勒（英語：Bob Shiller），生於美國底特律，美国經濟學家，学者，畅销书作家。專長在於行為金融學、財務經濟學（Financial economics）。目前担任耶魯大學亚瑟·奥肯教席，也是耶鲁管理学院金融国际中心成员。他从1980年起任美国全国经济研究所副研究员。2005年任美国经济学会副主席。2006-2007年任东部经济学会主席。他也是MacroMarkets投资管理有限公司的创始人和首席经济学家。席勒在中国广为所知的是他参与的耶鲁大学公开课金融市场。
他被視為是新興凱恩斯學派成員之一，曾獲1996年經濟學薩繆森獎（Paul A. Samuelson Award），2009年德意志銀行獎（Deutsche Bank Prize）。他是全世界影响力前100的经济学家。曾被提名2012年诺贝尔经济学奖，因為對資產價格實證分析方面的貢獻，與尤金·法马、拉尔斯·彼得·汉森共同獲得2013年諾貝爾經濟學獎。

## 生平
1967年，取得密西根大學學士，1969年取得麻省理工學院碩士，1972年在麻省理工學院取得博士學位，其指導教授為弗蘭科·莫迪利安尼。
1980年，任美国全国经济研究所副研究员。
2005年，擔任美國經濟學會副主席。

## 著作
- 《动物精神》（Animal Spirits: How Human Psychology Drives the Economy, and Why It Matters for Global Capitalism），2009
- 《非理性繁荣》（Irrational Exuberance），2000
- 《钓愚：操纵与欺骗的经济学》（Phishing for Phools: The Economics of Manipulation and Deception，与乔治·阿克洛夫合著），2015

## 外部連結
- 耶鲁大学羅拔·席勒网頁 （页面存档备份，存于）